# Ваишлах
Недельная глава «Ваишлах» (Вайишлах) (וישלח ивр. — «И послал»)
Одна из 54 недельных глав — отрывков, на которые разбит текст Пятикнижия (Хумаша).

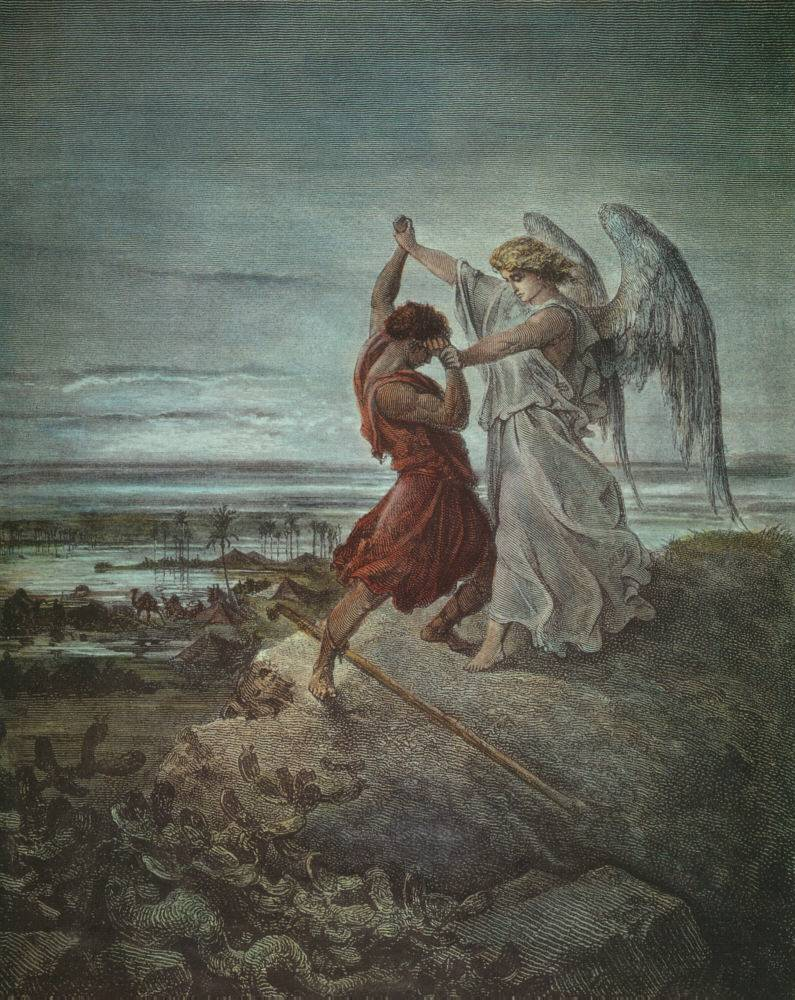
Иаков борется с ангелом (1855, иллюстрация Густав Доре)

Глава «Ваишлах»  — восьмая по счету глава Торы — расположена в первой книге «Брейшит». Имя своё, как и все главы, получила по первым значимым словам текста (ваишлах Яаков — «И послал Яаков…»). В состав главы входят стихи (ивр., мн. ч. — псуким) с 32:4 по 36:43.

## Краткое содержание главы
После двадцатилетнего пребывания в Харане Яаков возвращается в Святую Землю. Он отправляет ангелов-посланников к Эсаву в надежде на примирение, но те, вернувшись, сообщают Яакову, что его брат настроен воинственно и спешит ему навстречу в сопровождении четырёхсот вооруженных всадников. Яаков одновременно готовится к битве, возносит молитву и посылает Эсаву богатый дар, надеясь задобрить его (о встрече Яакова и Эсава рассказывается в стихах 32:4-33:17).
В ту ночь Яаков переправляет свою семью через реку Ябок, сам же остается на другом берегу, где встречает ангела-покровителя Эсава, с которым борется до рассвета. Это стоит Яакову хромоты, но он одолевает ангела, который нарекает его именем Исраэль, означающим «Одолевший Божественное».
Встреча Яакова и Эсава сопровождается объятиями и поцелуями, но вслед за тем их пути расходятся. Яаков приобретает участок земли около Шхема. Принц этого города, тоже по имени Шхем, захватывает и насилует дочь Яакова Дину. Её братья Шимон и Леви мстят за это и уничтожают всех мужчин города.
Яаков продолжает свой путь. В дороге Рахель рождает своего второго сына, Биньямина, и умирает при родах. Иаков хоронит её недалеко от Бетлехема. Реувен теряет своё право первородства из-за грубого вмешательства в семейную жизнь отца. Наконец Иаков прибывает в Хеврон к своему отцу Ицхаку, который позднее умирает в возрасте 180 лет (Ривка не доживает до возвращения Яакова). Жизнь семьи Яакова в Стране Израиля описывается в стихах 33:18-35:20.
Глава завершается перечислением жен Эсава, его детей и внуков, а также рассказом о царях народа земли Сеир, где поселился Эсав и правивших впоследствии этой землей царях-потомках Исав (потомки Эсава перечисляются в стихах 36:1-36:43).

## Дополнительные факты
Глава разделена на семь отрывков (на иврите — алиёт), которые прочитываются в каждый из дней недели, с тем, чтобы в течение недели прочесть всю главу
- В воскресенье читают псуким с 32:4 по 32:13
- В понедельник читают псуким с 32:14 по 32:30
- Во вторник читают псуким с 32:31 по 33:5
- В среду читают псуким с 33:6 по 33:20
- В четверг читают псуким с 34:1 по 35:11
- В пятницу читают псуким с 35:12 по 36:19
- В субботу читают псуким с 36:20 по 36:43

В понедельник и четверг во время утренней молитвы в синагогах публично читают отрывки из соответствующей недельной главы. Для главы «Ваишлах» это псуким с 32:3 до 32:13
В субботу, после недельной главы читается дополнительный отрывок — гафтара. В ашкеназских общинах читается отрывок из книги пророка Ошеа (псуким 11:7-12:12).
В сефардских общинах в качестве афтары читается книга пророка Овадьи.